# Deportivo Riestra
Actualités
Le  Deportivo Riestra Asociación de Fomento Barrio Colón plus connu sous le nom de Deportivo Riestra est un club de football argentin basé à Buenos Aires dans le quartier de Nueva Pompeya et fondé en 1931. Il évolue actuellement dans le Championnat d'Argentine de football.

## Histoire
Le club est fondé en 1931 par des jeunes du quartier de Nueva Pompeya à Buenos Aires.
Le club commence au quatrième niveau du football argentin puis descendra en 5e division en 1950, il fera des allers retours entre ces deux niveaux jusqu'en 1989, où le club se désaffilie pendant une saison. Après son retour, il continue ses allers retours entre la 5e et la 4e division jusqu'en 2014 où il atteint la première fois le troisième niveau.
En 2013, le Deportivo Riestra a fait parler de lui quand Diego Maradona est devenu conseiller du club.
Après une première promotion en deuxième division en 2017, une relégation en 2018 puis un nouveau retour  en 2019, le Deportivo Riestra se stabilise au deuxième niveau.
En 2023, le club termine 7e de son groupe en deuxième division, ce qui le qualifie de justesse au tournoi de promotion. Parti de loin le Deportivo Riestra remporte le tournoi et sa première promotion en Primera A, la première division argentine.
Le club termine sa première saison dans l'élite à la 17e place sur 28 et à la 22e place du classement cumulé.
Le club fait de nouveau parler de lui en novembre 2024 lorsqu'il aligne un youtubeur dans un match de championnat.